# چوب‌پای گردن‌سیاه
چوب‌پای گردن‌سیاه (نام علمی: Himantopus mexicanus) نام یک گونه از سرده چوب‌پا است.